# Newport County
Newport County är ett county i delstaten Rhode Island, USA. Newport är ett av fem countyn i staten och ligger i den östra delen av Rhode Island. Den största staden i countyt är Newport. År 2010 hade Newport County 82 888 invånare.

## Geografi
Enligt United States Census Bureau så har countyt en total area på 812 km². 269 km² av den arean är land och 543 km²  är vatten. 

### Angränsande countyn
- Bristol County, Rhode Island - nord
- Bristol County, Massachusetts - öst
- Washington County, Rhode Island - väst

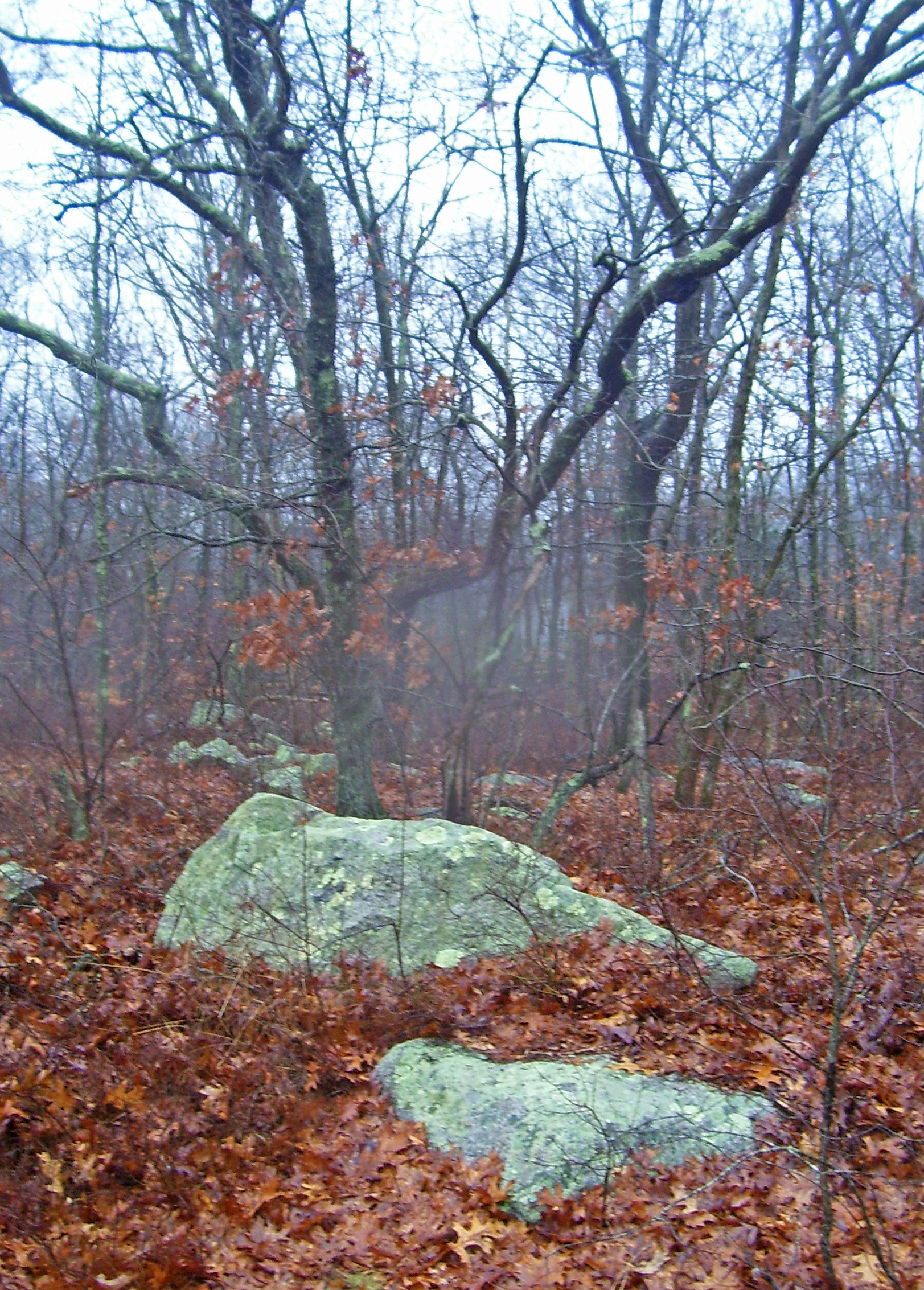
Summit of Pocasset Hill, högsta punkten i countyt.